# Эклунд, Свен
Свен А́ксель Та́нкред Эклунд (швед. Sven Axel Tankred Eklund; 3 декабря 1916, Стокгольм — 1997, Лидингё, Стокгольм) — шведский кёрлингист, спортивный функционер.
В составе мужской сборной Швеции по кёрлингу участник чемпионата мира 1963 (заняли четвёртое место). Четырёхкратный Чемпион Швеции среди мужчин.
Играл на позиции третьего.
Закончив карьеру кёрлингиста, стал спортивным функционером, участвовал в управлении Ассоциацией кёрлинга Швеции, затем вошел в руководство Международной федерации кёрлинга (англ. International Curling Federation), позже преобразованной во Всемирную федерацию кёрлинга, в 1979—1982 был президентом Международной федерации кёрлинга.
В 1966 введён в Зал славы шведского кёрлинга (швед. Stora Curlare). В 1982 был награждён почётным призом Международной федерации кёрлинга World Curling Freytag Award. В 2012 введён в Международный зал славы кёрлинга, как ранее в 1982 удостоенный почётного приза World Curling Freytag Award.
В 1968 вместе с Куртом Юнсоном (скипом команды, в которой был запасным на чемпионате мира 1963) написал шведский учебник по кёрлингу «Curling» (история, правила, методики тренировок).

## Достижения
- Чемпионат Швеции по кёрлингу среди мужчин: золото (1952, 1954, 1955, 1959).

## Команды
| Сезон   | Четвёртый        | Третий      | Второй             | Первый       | Запасной       | Турниры           |
| ------- | ---------------- | ----------- | ------------------ | ------------ | -------------- | ----------------- |
| 1951—52 | Per Eric Nilsson | Свен Эклунд | Lars Ryberg        | Rolf Aleman  |                | ЧШМ 1952          |
| 1953—54 | Per Eric Nilsson | Свен Эклунд | Bertel Skiöld      | Bengt Öhrman |                | ЧШМ 1954          |
| 1954—55 | Per Eric Nilsson | Свен Эклунд | Lennart Söderström | Bengt Öhrman |                | ЧШМ 1955          |
| 1958—59 | Per Eric Nilsson | Свен Эклунд | Тотте Окерлунд     | Lars Ryberg  |                | ЧШМ 1959          |
| 1962—63 | Юн-Аллан Монссон | Курт Юнсон  | Густав Ларссон     | Магнус Берге | Свен А. Эклунд | ЧМ 1963 (4 место) |

(скипы выделены полужирным шрифтом)

## Частная жизнь
Его дочь — шведская актриса и фотомодель Бритт Экланд.